# Nena Queiroga
Maria Consuelo Gama de Queiroga, mais conhecida como Nena Queiroga (Rio de Janeiro, 10 de junho de 1967), é uma cantora brasileira, considerada "rainha do carnaval de Pernambuco".

## Carreira

### Título de cidadã pernambucana
Nena Queiroga é carioca mas foi criada em Recife. Em 2011, o estado de Pernambuco lhe concedeu o titulo de Cidadã Pernambucana.

### Família musical
Filha de Luiz Queiroga (radialista, compositor e humorista)  e Mêves Gama (cantora) e tia de Rafael Queiroga. Ambos renomados artistas da "Era de Ouro da Rádio Pernambucana".
Aos 12 anos já acompanhava sua mãe no trabalho e começou a gravar voz infantil. Na mesma época, fez parte do grupo Quarto Crescente, liderado por seu irmão mais velho, o cantor e compositor Lula Queiroga.

### Os primeiros bailes
A ligação com o carnaval se deu também por acompanhar sua mãe, cantora de orquestra e intérprete de vários sucessos de carnaval, nos ensaios e gravações de frevos.
Aos 16 anos, começou a cantar em orquestras animando bailes de carnaval nos clubes da cidade de Recife. Sua primeira vez como cantora diante de uma orquestra foi junto do maestro Duda. Logo depois assumiu o posto de crooner da orquestra do maestro Guedes Peixoto.
Aos 19 anos, começou a cantar na noite recifense na então disputada casa de shows Som Das Águas, onde conheceu entre tantos amigos que a influenciaram profissionalmente, como o Maestro Spok e o compositor André Rio.

### Rainha do Galo da Madrugada
Em 2005 começou oficialmente a puxar um dos trios do Galo da Madrugada, considerado pelo Livro Guinness dos Recordes como o maior bloco do mundo. 
Passou a ser conhecida como a Rainha do Carnaval de Pernambuco por ser a única mulher a ter seu próprio trio e a cantar o desfile inteiro sem parar, além do destaque nos shows do período de Momo. 

### DVD Pernambuco para o Mundo
Em fevereiro de 2014, gravou seu primeiro DVD Pernambuco para o mundo. O evento reuniu um público de 60 mil pessoas no Cais da Alfândega, no Recife antigo. O show contou com os convidados especiais: Ivete Sangalo, Maria Gadú, Lenine, Elba Ramalho, Luiza Possi, Maestro Spok, coral Edgard Moraes e Orquestra dos Prazeres. 

### Homenageada do carnaval do recife 2018
Em 2018 nena queiroga foi homenageada do carnaval do recife 2018 juntamente com o compositor J. Michilles. Foi apresentado um grande show no marco zero do recife no dia 9 de fevereiro na abertura do carnaval do recife, nena queiroga recebeu varios convidados como lenine, Elba Ramalho, Luíza Possi, Maestro Spok, Fafá de Belém, Geraldo Azevedo, Alceu Valença, Ayrton Montarroyos, Gaby Amarantos, sua filha Ylana Queiroga, e seu irmão Lula Queiroga, e recebeu um video da cantora ivete sangalo exibido nos telões do palco, parabenizando nena pela homenagem, ivete sangalo não pode participar do show pois estava em trabalho de parto.

## Discografia
- Xotes e Forrós  (Independente/ 2006)
- Esse É o Meu Carnaval! (2007)
- Numa Festa de São João (2009)
- É Frevo, Meu Bem! (2011)
- Pernambuco para o Mundo (DVD) (2014)